# Zonnedauwvedermot
De zonnedauwvedermot (Buckleria paludum) is een vlinder uit de familie vedermotten (Pterophoridae). De wetenschappelijke naam is voor het eerst geldig gepubliceerd in 1839 door Zeller.
De soort komt voor in Europa.